# 阿尔伊塞亚
阿尔伊塞亚（希臘語：Αργιθέα）是希腊色萨利大区卡尔季察专区的市镇，行政中心为安西罗村。市镇面积为372.9平方公里，2021年人口数量为3,496人。
现今范围的市镇设立于2011年地方政府改革中，由原3个市镇合并而成，原市镇则成为此市镇的3个市区。阿尔伊塞亚市区（即原阿尔伊塞亚市镇）的面积为150.377平方公里，2021年人口数量为1,421人。